# Usseau (Vienne)
Usseau è un comune francese di 669 abitanti situato nel dipartimento della Vienne nella regione della Nuova Aquitania.

## Società

### Evoluzione demografica
Abitanti censiti